# كتاب الجامع الكبير
الجامع الكبير هو كتاب لأبو بكر الرازي، حاول الرازي في هذا الكتاب جمع الأمراض التي قابلته وتحدث عن طرق العلاج والأدوية. كما تحدث الكتاب عن جميع العقاقير الطبية وطرق تحضيرها وكيفية تشخيص الأمراض. و قد تناول الرازي أيضاً الأدوات الطبية التي أضافها بنفسه ولم تكن موجودة قبله، وذكر أيضًا أساليب الجراحة وطرقها.